# Kalmar nation, Uppsala
Kalmar nation är en av tretton studentnationer vid Uppsala universitet. Nationshuset återfinns på Svartmangatan 3 i centrala Uppsala. Som studentnation har den bostäder, stipendier, pub, fik, klubbar, teater och andra verksamheter för medlemmarna.

## Verksamheten
Under de tre decennier som förflutit sedan invigningen av det nya huset har mycket hänt. Kalmar nation är idag en mellanstor nation i Uppsala med cirka 1 700 medlemmar. Aktiviteterna i huset är större än vad man 1987, när huset byggdes, kunnat förutse. När medlemsaccelerationen var som störst i mitten av 1990-talet var det inte helt galet att diskutera om huruvida nationen behövde byggas ut. Kalmar brukar kallas "en stor liten nation", eller "den lilla nationen med det stora hjärtat".
Pub Kronan serverar hamburgare, vegburgare, öl, vin och musik i källaren måndag till torsdag och lördag. På söndagar huserar istället fiket Frk. Nylins Eftr. där, då inget kårlegskrav heller gäller.
Nationen har också en teatergrupp, en kör, bedriver idrottsverksamhet (innebandy, pingis och fotboll) och en kulturgrupp som ordnar olika evenemang som teaterbesök, exkursioner med mera för medlemmarna.

### Klubbar och musikverksamhet
Kalmar nation har dans- eller liveklubb 1–2 gånger i månaden. Nationens klubbsatsning från våren 2013,  Diskoteket, en klubb med fokus på nu-disco och deep house, har varit framgångsrik och konceptet är fortfarande igång.
Dessutom hålls med jämna mellanrum den heterovänliga gayklubben WILDE! (efter Oscar Wilde) som till sitt svettiga dansgolv bokat bland annat La Fleur och Emmon.
Nationens pub erbjuder också levande musik i form av Spela, som är en öppen scen, och Lyssna som har förbokade akter.

#### Äldre klubbar
Hösten 2012 ordnades den åttonde och sista upplagan av Plattenbau, vars fokus låg på techno och deep house.
Våren 2011 gick liveklubben Själen i graven, som förutom den så vanliga indiepopen återigen spelat soul och funk i Uppsala.
Våren 2009 startade klubben Glasnost som inriktade sig på klassiska dansanta toner från åttiotalet och framåt. Glasnost var från början en pubhändelse, då flera DJ:ar turades om att spela på pubkvällar. Men då människor kom för dansa fick bord flyttas undan, och så blev Glasnost en ren dansklubb som efter detta bokade internationella DJ:ar från Berlin, London, Barcelona etcetera.
Vårterminen 2007 startade klubben Boom Goes the Dynamite, som från början var en renodlad dansklubb i stil med avsomnade Elevation. Höstterminen 2007 bytte klubben inriktning till att bli en mer liveorienterad tillställning, och efter detta spelade bland annat Sophie Rimheden, Niccokick, Nordpolen och Kristian Anttila där.
Hösten 2008 startades klubb Guapo som spelade funk och soul, och satsade mycket på inredning och helhetsupplevelse.
I samband med att ovan nämnda Boom Goes the Dynamite bytte koncept startades Klubb Physique, återigen en renodlad dansklubb inriktad på electronica och tyngre dansmusik. Den levde bara ett år, men kulminerade vid Valborg med DJ:n Cassy från Berghain i Berlin vid skivspelarna.
Under en kort period på höstterminen 2006 arrangerades klubben Autobahn i nationens källare. Med klart uttalat Berlintema, väggprojektioner, tung elektronisk dansmusik och sponsring från Tyska ambassaden lade klubben ribban på en ny nivå i Uppsalas nationsliv. Klubb Autobahn drevs ett tag därefter på Norrlands nation.
Åren 2004–2007 arrangerade nationen liveklubben Pang Musik! med artister populära i indiekretsar. Många av de band som bokades till klubben var precis i början av sin karriär, vilket har lett till att Kalmar nation fick ett rykte om sig som "stället där man slår igenom".
Under perioden 2002–2006 var Kalmar nations klubb Elevation en populär lördagsklubb. Med en blandning av house, disco, soul och gospel domderade resident DJ Carl Hedberg med gäster på ett oftast fullpackat dansgolv. Efter en tids nedgång i besökarantalet avslutades klubben på vårterminen 2006.
2001 startade klubben "Stones". Kalmar Nation fick åter igen ett gott anseende som nationen med bra livebandsbokningar bland annat gästades "Stones" av Jens Lekman, Radio Dept. The Concretes, Laakso, Ane Brun, José González och Tiger Lou. Stones var en väldigt populär liveklubb till 2004, då klubben lämnade över stafettpinnen till klubben "Pang Musik".
På 1990-talet huserade ett flertal framgångsrika klubbar här. Indiepop-klubben "Kennelklubben", Soul-klubben "Eroteket" och dansmusikklubben "Cuba".
Under 1990-talet fanns en kulturgrupp och en poesigrupp som ordnade föreläsningar, multikulti-aftnar, helkvällar med poesi (på pubscenen) och annat. Det fanns även en teatergrupp som gjorde föreställningar i puben. Det normala scenutbudet var dock rock- och popbaserad musik med unga svenska liveband. Under andra halvan av 1990-talet räknades Kalmar Nation till de bästa spelställena i Sverige. Bland de som spelade kan Kent, bob hund, Eggstone nämnas men många band som senare blev kända uppträdde här, som Yvonne, Honey Is Cool och Broder Daniel. Scenen drog även till sig utländska band som 22 Piste-pirkko, Archers Of Loaf och Barkmarket.

### Restaurang Smaka
Nationens pub kläs på fredagskvällar om till den vegetariska och veganska restaurangen Smaka. Det är Uppsalas enda helvegetariska nationsrestaurang och besöks även av många köttätare.

### Punchline Comedy Club
En gång i månaden uppträder välkända standup-artister från runtom i Sverige i nationens pub, vilket ofta är fullsatt och har fått fina omdömen. Några som varit där och babblat är Magnus Betnér, Tobias Persson, Jesper Rönndahl, Özz Nûjen, Kristoffer Appelquist, Mårten Andersson, Måns Möller och Soran Ismail. Nationens standup-satsning hette förut Standup Downstairs.

### Gasquer och baler
Nationen anordnar under höstterminen Recentiorsgasque, Sångboksgasque, Ostkakegille samt Luciagasque.
Under våren anordnas Recentiorsgasque, Kroppkakegasque, Vårgasque samt Vårbal.
Det bjuds även in till ämbetsmannamiddagar, städsexor, valborgsfirande och andra fester.

### Övriga aktiviteter
Kalmar nation arrangerar varje termin ett så kallat Knally i Uppsalas omnejd. Detta är ett rebusrally, där de tävlande tillbringar en heldag i bil på landsbygden i Uppland. Konstiga rebusar, galna frågesporter samt en välbesökt sittning på kvällen ingår i Knallyt. Tävlingen brukar gå av stapeln i slutet av september samt i början av maj.
Gyckeln är Kalmar nations tidskrift som utkommer med tre nummer per termin till alla medlemmar.
Nationsteatern gör två uppsättningar eller andra projekt om året, våren 2010 sattes Maria Bloms Sårskorpor upp. Andra aktiviteter har till exempel varit ett regiträningsprojekt under hösten 2009. Under våren 2011 sattes "Attraktionsvariationer" upp, skriven och regisserad av medlemmar vid nationen. Tillställningen var mycket lyckad.
Kören repar varje vecka och uppträder både på nationens olika evenemang och i andra sammanhang i Uppsala.
Det finns också en blandbandscirkel, en fotogrupp, en syjunta och en kulturgrupp som anordnat bland annat en bokbytardag i samarbete med Studentradion.

## Historia
Kalmar nation grundades under dramatiska former den 3 juni 1663. Smålands nation hade existerat i ett tiotal år, men osämja hade under en tid pyrt mellan studenter från de två olika kyrkostift nationen bestod av. Till slut splittrades Smålands nation därför i Växjö och Kalmar nation. Ett fördrag undertecknades där de två nybildade nationerna lovade att aldrig återta namnet Smålands nation. Detta stoppade inte Växjö nation från att återta sitt gamla namn några år senare. Detta namnbyte har officiellt aldrig erkänts av Kalmar nation.

### Nationens lokaler
Under en väldigt lång tid var Kalmar nation den minsta av Uppsalas nationer. Sammankomster hölls på olika lokaler runtom i stan där lokalerna hyrdes för en kväll eller hölls hemma hos inspektor. Räkenskaperna och matrikulationsböckerna fanns i fiscus, en kista vilken i regel brukade stå hemma hos inspektor. Det dröjde ända till 1913 innan nationen fick ett eget nationshus, något de andra nationerna hade skaffat sig under 1800-talet. Nationen hade under andra halvan av 1800-talet fört en ambulerande tillvaro som hyresgäst och var i perioder inkvarterad under anda nationers tak, däribland Uplands och Gästrike-Hälsinge nation. Efter Carl Wahlunds frånfälle 1913 testamenterades hans hem och fastighet "Bortom Bullret" till Uppsala Universitet. Nationen såg då sin chans och köpte huset av universitetet oktober 1913. Därmed fick nationen slutligen en egen fastighet i kvarteret S:t Niklas som var belägen där nuvarande studentbostadshuset "Bortom Bullret" står idag. Fastigheten utgjordes av en tomt som sträckte sig tvärs igenom kvarteret ända till Svartmangatan och var försedd med en springbrunn, en loggia och en trädgård som räknades till en av stadens vackraste. I huset upptäcktes på vinden teckningar av Carl Larsson 1948; Wahlund hade ett rikt umgänge inom konstnärskretsar och besökte ofta svensk-konstnärskretsarna i Frankrike.
Vid utflyttningen från GH år 1895 inträffade en händelse som sedan dess medfört att Kalmar och GH legat i fejd med varandra. Kalmar hann knappt flytta ut från sin kuratorsexpedition innan den byggdes om av GH till herrtoalett. Fejden nationerna emellan har nu pågått i långt över hundra år. När hundraårsjubileet skulle firas 1995 förklarade Kalmar krig mot GH, något som ledde till mystiska nattliga räder, försvunna pubskyltar, stulna flaggstänger och andra skändningar från båda håll. Kriget kulminerade med en krigsgasque där det en gång för alla skulle avgöras vilken nation som var den dominerande. Kalmar vann slaget, men kriget är ännu inte avgjort.
| Kalmar nations lokaler |                                                               |      |
| År                     | Hus                                                           | Bild |
| 1852–1866              | Domtrapphuset                                                 |      |
| 1866–1871              | Drottninggatan 2, där även studentkrogen "Taddis" var inrymd. |      |
| 1871–1874              | Drottninggatan, Gamla gästgivaregården                        |      |
| 1874–1879              | Drottninggatan 12                                             |      |
| 1879–1880              | Drottninggatan 11, Stockholms nation                          |      |
| 1880–1894              | Trädgårdsgatan 9, Gästrike-Hälsinge nation                    |      |
| 1895–1913              | Odinslund 3 och Riddartorget 3, Värmlands nation              |      |

### De egna husen
1913 flyttade nationen in i sitt första egna hus – Bortom Bullret. Det låg där idag Kalmars nationsbostäder finns mot S:t Johannesgatan. I drygt 40 år höll huset, som slutligen hotade falla ihop varför man de sista åren innan rivningen 1957 höll kuratorsexpedition på Ringbergianum, ett hus man då ägde och precis hade byggt 1951–1952. Ringbergianum var dock inte avsett att vara ett hus för nationens verksamheter utan hade byggts som boende för nationsmedlemmarna, varför festligheter och större sammankomster under ett antal år återgick till den ambulerande tillvaron där man hyrde in sig på olika håll, ett tillstånd som liknade det som hade rått före köpet av Bortom Bullret 1913.
Planer hade funnits länge för att komma till rätta med ett eget nationshus byggt för verksamhetens ändamål. Under mellankrigstiden hade Uppsala Studentkår och nationen diskuterat att bygga ett gemensamt hus då båda organisationerna saknade ändamålsenliga lokaler (studentkårens nuvarande expedition i kvarteret Ubbo byggdes för studentkåren först 1965–1966). Efter donationer av Harald Ringberg, ölandsbördig universitetsapotekare, kunde nationen 1943 och 1948 köpa grannfastigheterna till Bortom Bullret mot Rundelsgränd och Svartmangatan och fick därmed en större sammanhängande tomt att bebygga. I hörnet Rundelsgränd/Svartmangatan byggdes Ringbergianum 1950–1952, vilken skulle kompletteras i andra hörnet av kvarteret i korsningen Rundelsgränd/S:t Johannesgatan med ett nytt nationshus för kuratorsexpedition, klubbrum åt ämbetsmän, högtidssal för nationen samt studentkafé och studentmatsal för studentkårens medlemmar (arkitekt SAR Georg Scherman och arkitekt SAR Sten Hummel-Gumælius, 1949). Avsikten med de stora köks- och serveringsutrymmena var att kunna bereda Uppsalas studenter ett konviktorium; vid denna tid lagade få studenter egen mat utan maten för de flesta studenter köptes på olika "mathål" (enklare typ av serveringsställen) eller abonnerades som medlem i ett matlag. Serveringarna tänktes bidra till den avkastning som behövdes för att få driften av nationshuset att gå runt samtidigt som nationen till sina festligheter skulle kunna hålla sig med utmärkta köksutrymmen.
| Kalmar nations byggprojekt 1949 |      |
| Beskrivning | Bild |
| Tilltänkt fasad mot Rundelsgränd för Kalmar Nation vid Uppsala Universitet, SAR Georg Scherman 1949. Bottenvåningen tänktes bli studentmatsal för Uppsala Studentkårs medlemmar, övre våningen tänkt som högtidssal och lokaler för nationens egna räkning. |      |
| Situationsplan för Kalmar Nation i kvarteret S:t Niklas, Uppsala 1949. Ringbergianum mot Svartmangatan/Rundelsgränd byggdes sedermera 1950–1952, det tilltänkta nationshuset i andra änden av kvarteret mot S:t Johannesgatan/Rundelsgränd byggdes aldrig. Situationsplanen förutsatte en breddning av Rundelsgränd inåt kvarteret S:t Niklas och därmed rivning av befintliga fastigheter (dragen linje ute i gatan). Breddningen av Rundelsgränd genomfördes i samband med byggande av studentbostadsstiftelsen Bortom Bullrets hus 1957–1959. |      |
| Perspektivbild på tilltänkt fasad sedd från S:t Johannesgatan för Kalmar Nation vid Uppsala Universitets nationshus, SAR Georg Scherman 1949. Huskroppen inåt S:t Johannesgatan planerat för studentbostäder. |      |

Emellertid ledde Koreakriget 1950–1953 till att insamlingskommittén drabbades av ett avbräck när priserna på byggmaterial rakade i höjden varför nationshusprojektet fick avvakta medan Ringbergianum som redan påbörjats färdigställdes till ett högre slutpris än beräknat. Förändringar i tidsandan gjorde att det gamla projektförslaget från 1949 höll på att bli överspelat. Under 1950-talet ökade studentpopulationen samtidigt som studentkulturen förändrades; det blev vanligare att studenterna åt egen lagad mat i korridorkök framför att äta eller köpa måltider ute som dittills varit brukligt för studenter. Detta påverkade utformningen av bostadsprojektet "Bortom Bullret" som nationen tillsammans med Uppsala Studentkår genomdrev. Studentkåren ägde nämligen grannfastigheterna "Parthenon" (Arthur von Schmalensee 1939) och "Gamla Parthenon" som låg intill nationshuset Bortom Bullret på S:t Johannesgatan. Gamla Parthenon var ett 1800-talshus som emellertid höll på att förfalla på grund av kraftiga sättningsskador orsakat av otillräcklig pålning i uppsalaleran. Efter att planerna på att bygga ett nytt nationshus skrotats gick studentkåren och nationen samman och bildade en gemensam bostadsstiftelse med namnet "Bortom Bullret" namngivet efter det gamla nationshuset. Efter rivningarna av det gamla Bortom Bullret och Gamla Parthenon byggdes så det nuvarande huset längs med S:t Johannesgatan i röd tegelfasad 1958–1959 (SAR Georg Scherman). Med hjälp av donationer från bland annat Kungliga Vetenskapssamhället i Uppsala kunde vissa interiörer från det gamla nationshuset sparas och återuppsättas i det nya bostadshusets bottenvåning; det gäller Carl Wahlunds matsal och "runda rummet".
Under tiden som planerna på ett nybygge låg vilande kom en näraliggande lösning till inhysesproblemet upp, då en läkarvilla visade sig vara till salu tjugo meter från det gamla huset på granntomten i kvarteret. Detta köptes av nationen 1957 och blev det nya nationshuset. Denna plats är fortfarande nationens hemvist, även om huset är ett annat. Läkarvillan var perfekt för 1950-talets medlemmar av Kalmar nation, som då uppgick till ett hundratal. Problemen startade på 1960-talet, när en explosionsartad tillströmning av studenter till Uppsala startade. Huset blev trångt. År 1985 hade nationen 600 medlemmar. Gränsen var nådd för vad läkarvillan klarade.
På nationens landskap den 19 maj 1987 togs det slutliga beslutet om att bygga ett nytt nationshus. Dagen till ära hade nationens dåvarande inspektor Lars-König Königsson (mer känd som Knix) tagit med en kofot till landskapet. När mötet var slut gick han utan pardon igång med kofoten, och började metodiskt riva huset invändigt. Bygget av det nya huset tog drygt ett år.
Det nya huset är ritat av Jan-Ove Fogelberg på Aros Arkitekter.

#### Kalmar nations första hus
1913–1954
S:t Johannesgatan 12, "Bortom bullret"
|  |  |  |  |
|  |  |  |  |
|  |  |  |  |

#### Mellanperiod
1954–1957
Rundelsgränd 6D, "Ringbergianum"

#### Kalmar nations andra hus
1957–1988
Svartmansgatan 3
|  |  |  |  |

#### Kalmar nations tredje och nuvarande hus
1988–nu
Svartmansgatan 3
|  |  |

## Bostäder
Allt sedan nationen flyttade in i Bortom Bullret i kvarteret S:t Niklas 1913 har man genom successiva inköp köpt upp stora delar av kvarteret. Efter att det gamla nationshuset "Bortom Bullret" revs byggdes studentbostäder 1957–1959 på platsen tillsammans med Uppsala studentkår (numera ägs bostäderna gemensamt med Uplands nation). I hörnet mot Svartmangatan/Rundelsgränd byggdes under tidigt 1950-tal ännu ett studentbostadshus, ritat av Sten Hummel-Gumælius, men det såldes 1980 och är numer bostadsrätter.
1961 köptes fastigheterna i kvarteret mot Övre Slottsgatan (husnummer 15–19).  Avsikten med dessa fastighetsinköp var att riva de gamla 1800-talsträhusen mot Övre Slottsgatan och bygga moderna studentbostäder med blandad upplåtelseform (korridorer och lägenheter för nationsmedlemmarna). Ett ytterligare fastighetsförvärv gjordes 1971 när Parthenon (S:t Johannesgatan 19), ett studentbostadshus som Uppsala studentkår hade låtit uppföra 1939–1941 köptes för nationens räkning.
Emellertid svängde både ekonomin och opinionen i det tilltänkta nybyggnadsprojekt vid Övre Slottsgatan strax efter att fastighetsköpet var genomdrivet: Studentantalet på universitetet minskade i början av 1970-talet jämfört med beräknat och det fanns gott om tomma studentbostäder annorstädes i staden. Detta gjorde att ekonomin gick ur nybyggnadsprojektet, särskilt eftersom Kalmar vid denna tid var en av Uppsalas minsta nationer framstod det alltför riskabelt att bygga nya bostäder. Därtill hade ett byalag bestående av boende vid Övre Slottsgatan bildats i början av 1970-talet och detta byalag protesterade mot planerade husrivningar och mot nya fastighetsbyggen. Nationen lät därför de egna hyresgästerna få ta eget ansvar för lägenheterna på Övre Slottsgatan 15–19 mot att hyrorna hölls nere. Efterhand lades nybyggnadsplanerna på is och efter successiva renoveringar utgör dessa lägenheter bland de mest attraktiva studentbostäderna i hela Uppsala. Husen mot Övre Slottsgatan kallas för "Rackarnäbbet" för att skilja ut dem från "Bortom Bullret". "Parthenon" ingår sedan nationen förvärvade fastigheten i "Bortom Bullret" och båda ligger längs med S:t Johannesgatan.
Totalt har Kalmar 92 korridorrum, 8 dubbletter och en triplett i Bortom Bullret inklusive Parthenon samt tolv lägenheter på Rackarnäbbet. Förtur ges till sökanden från Kalmar län som utgör nationens traditionella upptagningsområde.

## Hedersledamöter
Bland nationens hedersledamöter finns bland annat Ulrika Knutsson, Astrid Lindgren, Gerhard Lindblom, Sven Lindgren, Anders Wejryd, Hans Villius och Ulf Kvensler.

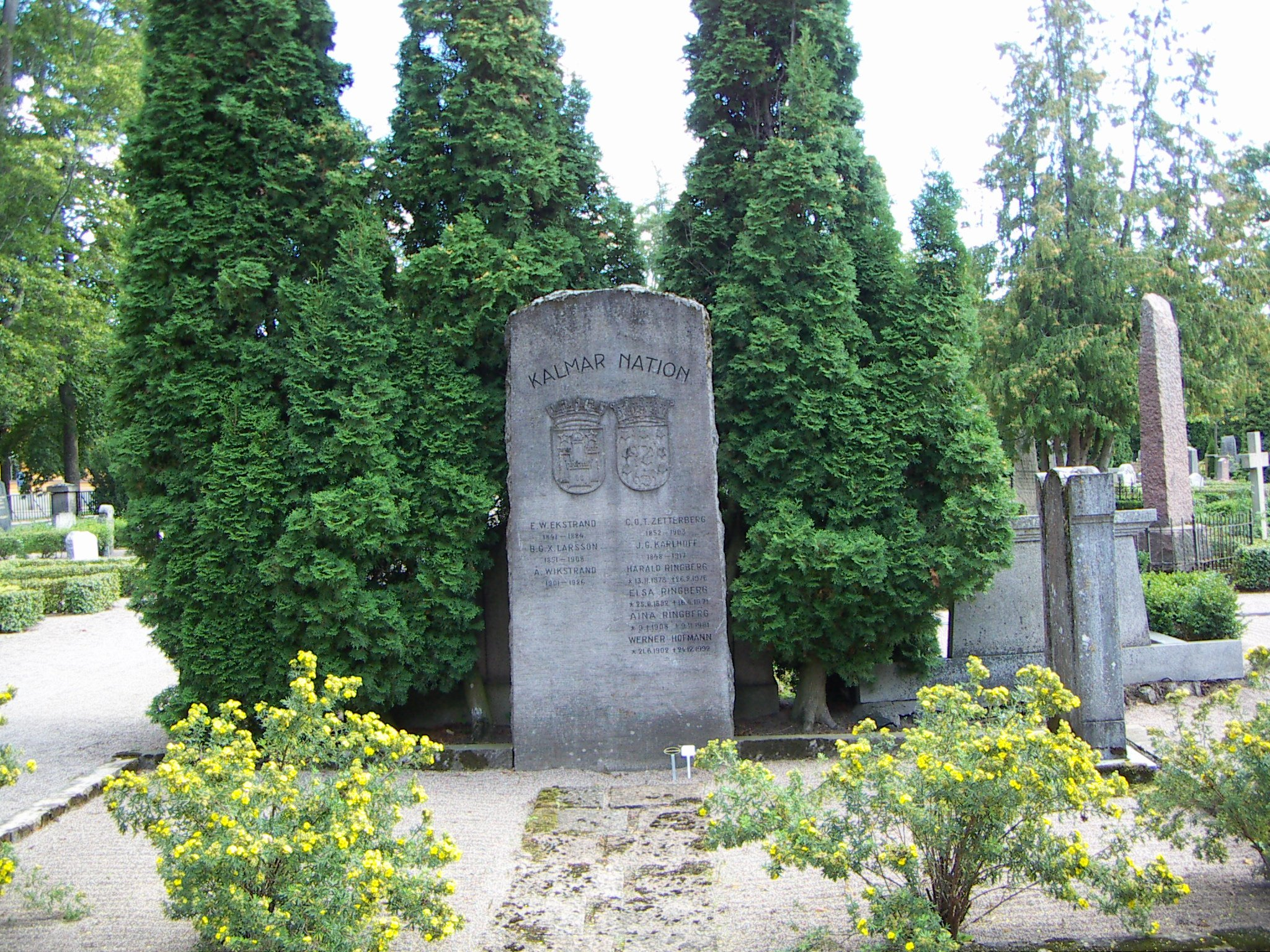
Kalmar nations grav på gamla kyrkogården i Uppsala.

## Vännationer
- Kalmar nation, Lund
- Üliõpilaste Selts Raimla, Tartu
- Kymenlaakson Osakunta, Helsingfors

## Inspektorer
Nationens nuvarande inspektor är Maria Selmer, professor i biologi. Proinspektor är Magnus Strand, docent i Europarätt.